# Apostolepis quirogai
Apostolepis quirogai är en ormart som beskrevs av Giraudo och Scrocchi 1998. Apostolepis quirogai ingår i släktet Apostolepis och familjen snokar. Inga underarter finns listade i Catalogue of Life.
Arten förekommer i södra Brasilien i delstaten Rio Grande do Sul samt i norra Argentina i provinsen Misiones. Honor lägger ägg. 